# Dilocerus marinonii
Dilocerus marinonii är en skalbaggsart som beskrevs av Dilma Solange Napp 1980. Dilocerus marinonii ingår i släktet Dilocerus och familjen långhorningar. Inga underarter finns listade i Catalogue of Life.